# Sávterv (rádiós kommunikáció)
Az elektromágneses spektrum rádiófrekvenciás részének sávokra történő adminisztratív felosztását, valamint adott sávok részsávokra vagy csatornákra osztását sávtervnek nevezzük. A spektrum felosztását nemzetközi szervek határozzák meg különféle rádiószolgálatok részére, valamint az adott rádiószolgálatok is további sávtervet készítenek a számukra kiosztott frekvenciatartományokban.
A sávtervek létrehozásában és karbantartásában központi szerepe van a Nemzetközi Távközlési Egyesületnek (ITU).

## A sávterv célja
A sávtervek kialakítását rengeteg kutatói és mérnöki munka, nemzetközi egyeztetés előzte meg, míg a mai formája kialakult. A sávterveket időnként változtatják, hiszen vannak olyan technológiák, amik elavulnak, kivezetésre kerülnek, és új technológiák is születnek, amikhez meg kell határozni újabb frekvenciatartományokat. A sávtervek kialakításának szempontjai a következők:
- Eltérő rendeltetésű rádiószolgálatok ne zavarják egymás kommunikációs tevékenységét.
- Különféle rádiószolgálatok más-más környezeti feltételek mellett végzik tevékenységüket, így a hullámterjedési feltételeknek megfelelően osztanak ki sávokat adott környezeti körülmények közt dolgozó szervezeteknek.
- Az adott rádiószolgálat mobilitása: milyen mértékben igényel a tevékenység rádiós mozgó szolgálatot. Itt döntő a hullámhossz, a hozzá tartozó antennaméret miatt.
- Az adott rádiószolgálat lefedettsége: igényel-e kiemelkedően nagy teljesítményű adóállomásokat, átjátszórendszereket.
- Az egységnyi idő alatt átvitt információmennyiség, a szolgálat által használt kommunikációs rendszer sávszélessége

## Sávtervek területi hatálya

### Nemzetközi felosztás
A frekvenciagazdálkodás az ENSZ szakági feladatait ellátó ITU Alapokmányában és Egyezményében meghatározottak szerint jut érvényre világszerte, így Magyarországon is.
Az ITU tagállamainak Meghatalmazotti Értekezlete által összehívott Rádiótávközlési Világértekezletek keretében az érintett államok együttműködésével határoznak a rádióspektrum felosztásáról, a rádiószolgálatok sávhatárairól. A három Körzet földrajzi határait az alábbi ábra mutatja.
A 3 ITU körzetre vonatkozó nemzetközi sávterv kis mértékben eltér egymástól.
Az ITU létrehozott egy kisebb léptékű felosztást is, melyben 90 zónára osztja a Földet. A sávterv bizonyos részei kisebb-nagyobb mértékben eltérhetnek egy-egy ITU zónában.

### Nemzeti felosztás
A nemzeti sávfelosztás a nemzetközi sávfelosztásra épül, de attól több ponton eltér, annak függvényében, milyenek az adott ország környezeti és gazdasági feltételei. Hogy a nemzeti felosztás miben térhet el a nemzetközi felosztástól, azt a nemzetközi szervezetek határozzák meg.
Nemzeti hatáskörbe tartozik, hogy egy részsávban milyen módon határozhatók meg a csatornák sávszélességei, az alkalmazható teljesítmény, valamint meghatározza az adott sávban használható rádiókészülékekre, bázisállomásokra és átjátszókra vonatkozó műszaki követelményeket.
Szintén nemzeti hatáskörbe tartozik a sávhasználók regisztrációja, valamint a regisztráció feltételeinek meghatározása.

### Rádiós szolgálatok belső sávtervei
Különféle tevékenységet végző, rádiós kommunikációt alkalmazó szervezetek, üzemek saját sávtervekkel rendelkeznek, melynek felépítése függ a tevékenység területétől, a kommunikáció módjától, alegységek, rádióhasználók számától.
Például, a rádióamatőr szolgálat sávtervében meg van határozva, hogy a sáv mely részén lehet morzejelekkel kommunikálni, mely részén lehet használni beszédalapú, digitális vagy képi jeleket. A hajózásnál használt sávokon pedig további altartományok vannak, hajó-hajó, hajó-part, hajófedélzeti kommunikációs célokra, valamint vészhelyzeti hívásokra kiosztva.
A belső sávterveknek alkalmazkodnia kell a nemzetközi és a nemzeti felosztáshoz.

## A sávterv tartalma
A sávterv egy frekvenciatáblázat, melynek egy adatsora minden esetben tartalmazza az adott célra kiosztott frekvenciatartomány kezdetét, végét, valamint egy leírást, hogy milyen típusú rádiószolgálat milyen célra használhatja. Továbbá útmutatást is tartalmazhat, hogy további részsávokra, csatornákra milyen módon osztható fel.
A rádiószolgálatok a számukra kijelölt sávokban további, részletesebb sávterveket készíthetnek a számukra kijelölt frekvenciatartomány további felosztását illetően.

### Bemutatás egy példán keresztül

#### Egy sávrész felosztása nemzetközi szinten[3]
| 1. Körzet                                                                                    | 2. Körzet | 3. Körzet |
| -------------------------------------------------------------------------------------------- | --- | --- |
| 1800 – 1810 kHz - Rádiólokáció                                                               | 1800 – 1850 kHz - Amatőr rádiózás                                                                                            | 1800 – 2000 kHz - Amatőr rádiózás - Állandóhelyű rádiószolgálatok - Mozgó, kivéve légi mozgó - Rádiónavigáció - Rádiólokáció |
| 1810 – 1850 kHz - Amatőr rádiózás                                                            | 1800 – 1850 kHz - Amatőr rádiózás                                                                                            | 1800 – 2000 kHz - Amatőr rádiózás - Állandóhelyű rádiószolgálatok - Mozgó, kivéve légi mozgó - Rádiónavigáció - Rádiólokáció |
| 1850 – 2000 kHz - Amatőr rádiózás - Allandóhelyű rádiószolgálatok - Mozgó, kivéve légi mozgó | 1850 – 2000 kHz - Amatőr rádiózás - Állandóhelyű rádiószolgálatok - Mozgó, kivéve légi mozgó - Rádiólokáció - Rádiónavigáció | 1800 – 2000 kHz - Amatőr rádiózás - Állandóhelyű rádiószolgálatok - Mozgó, kivéve légi mozgó - Rádiónavigáció - Rádiólokáció |

#### Egy sávrész felosztása nemzeti szinten
Ugyanez a sávblokk nemzeti szinten, Magyarország esetében a következőképp került kiosztásra:
| 1800 – 1810 kHz - Rádiólokáció - Állandóhelyű rádiószolgálatok - Földi mozgószolgálat        |
| 1810 – 1850 kHz - Amatőr rádiózás                                                            |
| 1850 – 2000 kHz - Allandóhelyű rádiószolgálatok - Mozgó, kivéve légi mozgó - Amatőr rádiózás |

Egy bővebb táblázat is kihirdetésre került, mely rádiószolgálatok milyen prioritással, milyen paraméterekkel  használhatják a sávot.
| 1800–1810 kHz                   | 1800–1810 kHz | 1800–1810 kHz | 1800–1810 kHz                 | 1800–1810 kHz             | 1800–1810 kHz                       | 1800–1810 kHz                 | 1800–1810 kHz                                 |
| ------------------------------- | ------------- | ------------- | ----------------------------- | ------------------------- | ----------------------------------- | ----------------------------- | --------------------------------------------- |
| ÁLLANDÓHELYŰ                    | 5.93          | N             | 1                             | K                         | Katonai állandóhelyű rendszerek     | RR 24.1, 24.2 Bekezdés        |                                               |
| FÖLDI MOZGÓ                     | 5.93          | N             | 1                             | K                         | Egyfrekvenciás rendszerek           |                               | 3. melléklet 4.1. pont 3. melléklet 4.2. pont |
| RÁDIÓLOKÁCIÓ                    | NJE           | N             | 1                             | K                         | Katonai rádiólokációs rendszerek    |                               |                                               |
|                                 |               | PN            |                               |                           | SRD                                 |                               | 3. melléklet 9.1. pont                        |
| 3                               | K             | PN            | Rádiómeghatározó alkalmazások | 3. melléklet 9.7.1. pont  |                                     |                               |                                               |
| 3                               | K             | PN            | Vasúti alkalmazások           | 3. melléklet 9.5.1. pont  |                                     |                               |                                               |
| 3                               | K             | PN            | Induktív alkalmazások         | 3. melléklet 9.10.1. pont |                                     |                               |                                               |
| 1810–1850 kHz                   |               |               |                               |                           |                                     |                               |                                               |
| AMATŐR                          | 5.100         | P             | 1                             | K                         | Amatőrrádiózás                      | ECC/REC/(02)01 MSZ EN 301 783 | 3. melléklet 7. pont                          |
|                                 |               | PN            |                               |                           | SRD                                 |                               | 3. melléklet 9.1. pont                        |
| 3                               | K             | PN            | Rádiómeghatározó alkalmazások | 3. melléklet 9.7.1. pont  |                                     |                               |                                               |
| 3                               | K             | PN            | Vasúti alkalmazások           | 3. melléklet 9.5.1. pont  |                                     |                               |                                               |
| 3                               | K             | PN            | Induktív alkalmazások         | 3. melléklet 9.10.1. pont |                                     |                               |                                               |
| 1850–2000 kHz                   |               |               |                               |                           |                                     |                               |                                               |
| ÁLLANDÓHELYŰ                    | 5.103 NJE     | N             | 1                             | K                         | Pont-pont, pont-többpont rendszerek | RR 24.1, 24.2 Bekezdés        |                                               |
| ÁLLANDÓHELYŰ                    | 5.103 NJE     | N             | 1                             | K                         | Katonai állandóhelyű rendszerek     | RR 24.1, 24.2 Bekezdés        |                                               |
| MOZGÓ, a légi mozgó kivételével | 5.103 NJE     | N             | 1                             | K                         | Egyfrekvenciás rendszerek           |                               | 3. melléklet 4.1. pont 3. melléklet 4.2. pont |
| MOZGÓ, a légi mozgó kivételével | 5.103 NJE     | N             | 1                             | K                         | Katonai mozgó rendszerek            |                               | 3. melléklet 4.1. pont 3. melléklet 4.2. pont |
| LÉGI RÁDIÓNAVIGÁCIÓ             | 5.92 RRE      | N             | 1                             | K                         | Légi rádiónavigációs rendszerek     |                               |                                               |
| Amatőr                          | 5.96          | P             | 2                             | K                         | Amatőrrádiózás                      | ECC/REC/(02)01 MSZ EN 301 783 | 3. melléklet 7. pont                          |
|                                 |               | PN            |                               |                           | SRD                                 |                               | 3. melléklet 9.1. pont                        |
| 3                               | K             | PN            | Rádiómeghatározó alkalmazások | 3. melléklet 9.7.1. pont  |                                     |                               |                                               |
| 3                               | K             | PN            | Vasúti alkalmazások           | 3. melléklet 9.5.1. pont  |                                     |                               |                                               |
| 3                               | K             | PN            | Induktív alkalmazások         | 3. melléklet 9.10.1. pont |                                     |                               |                                               |

Továbbá, a nemzeti szinten történő szabályzatban egy konkrét rádiószolgálatra vonatkozó használat paramétereit is szabályozza a rendelet. A rádióamatőr szolgálatra az alábbi paramétereket rendeli el:
| Frekvenciatartomány | Rádiószolgálat | Sávszélesség Hz | Teljesítmény W | Teljesítmény W | Teljesítmény W | Adásmód | Adásmód             | Adásmód                                                                                                 | Felhasználás                      |
| Frekvenciatartomány | Rádiószolgálat | Sávszélesség Hz | kezdő          | CEPT           | HAREC          | kezdő   | CEPT                | HAREC                                                                                                   | Felhasználás                      |
| ------------------- | -------------- | --------------- | -------------- | -------------- | -------------- | ------- | ------------------- | --- | --------------------------------- |
| 1810–1838 kHz       | AMATŐR         | 200             | 0              | 200            | 1500           |         | A1A*                | A1A* | távíró                            |
| 1838–1840 kHz       | AMATŐR         | 500             |                | 200            | 1500           |         | A1A*, A1B, F1D      | A1A*, A1B, A1D, F1A*, F1B, F1D                                                                          | digitális mód, távíró             |
| 1840–1843 kHz       | AMATŐR         | 2700            | 0              | 200            | 1500           |         | A1A*, A1B, F1D, J3E | A1A*, A1B, A1D, A2A*, A2B, A2D, F1A*, F1B, F1D, F2A*, F2B, F2D, F3E, F3F, J2A*, J2B, J2D, J2E, J3E, R3E | digitális mód, távbeszélő, távíró |
| 1843–1850 kHz       | AMATŐR         | 2700            | 0              | 200            | 1500           |         | A1A*, A1B, J2E, J3E | A1A*, A1B, A2A*, A2B, F1A*, F1B, F2A*, F2B, F3E, F3F, J2A*, J2B, J2E, J3E, R3E                          | távbeszélő, távíró                |
| 1850–2000 kHz       | Amatőr         | 2700            | 0              | 0              | 10             |         |                     | A1A*, A1B, A2A*, A2B, F1A*, F1B, F2A*, F2B, F3E, F3F, J2A*, J2B, J2E, J3E, R3E                          | távbeszélő, távíró                |

#### Rádiószolgálat belső sávterve
A rádiószolgálat belső sávterve konkrétan kitér a sávon belüli egyedi alkalmazások frekvenciáinak meghatározására is. A rádióamatőr szolgálat belső sávtervének összhangban kell lennie mind a nemzeti, mind a nemzetközi felosztásokkal. A rádióamatőr szolgálatok belső sávterveit nemzetközi szinten az IARU koordinálja.
A példában tárgyalt sávblokk rádióamatőr szolgálati belső sávterve.